# Il cervello verde
Il cervello verde è un romanzo  di fantascienza di Frank Herbert, pubblicato negli USA nel 1966, e edito in Italia da Longanesi, SU Fantapocket n.7.
Il romanzo parla dell'equilibrio ecologico tra uomini e insetti.

## Trama
In un futuro prossimo, i paesi in via di sviluppo (Cina, Brasile) sono impegnati a sterminare ogni specie di insetti per bonificare territori selvaggi e renderli abitabili per l'uomo. L'uso di pesticidi sempre più potenti induce mutazioni aberranti negli insetti, e determina la nascita di un'intelligenza (il "Cervello") che ne guida la rivolta contro gli uomini per riappropriarsi del proprio spazio ecologico.
Il romanzo perora la necessità di rispettare l'equilibrio naturale della biosfera, dove ogni specie è fondamentale per la sopravvivenza delle altre.